# گام (مقطع‌نگاری رایانه‌ای)

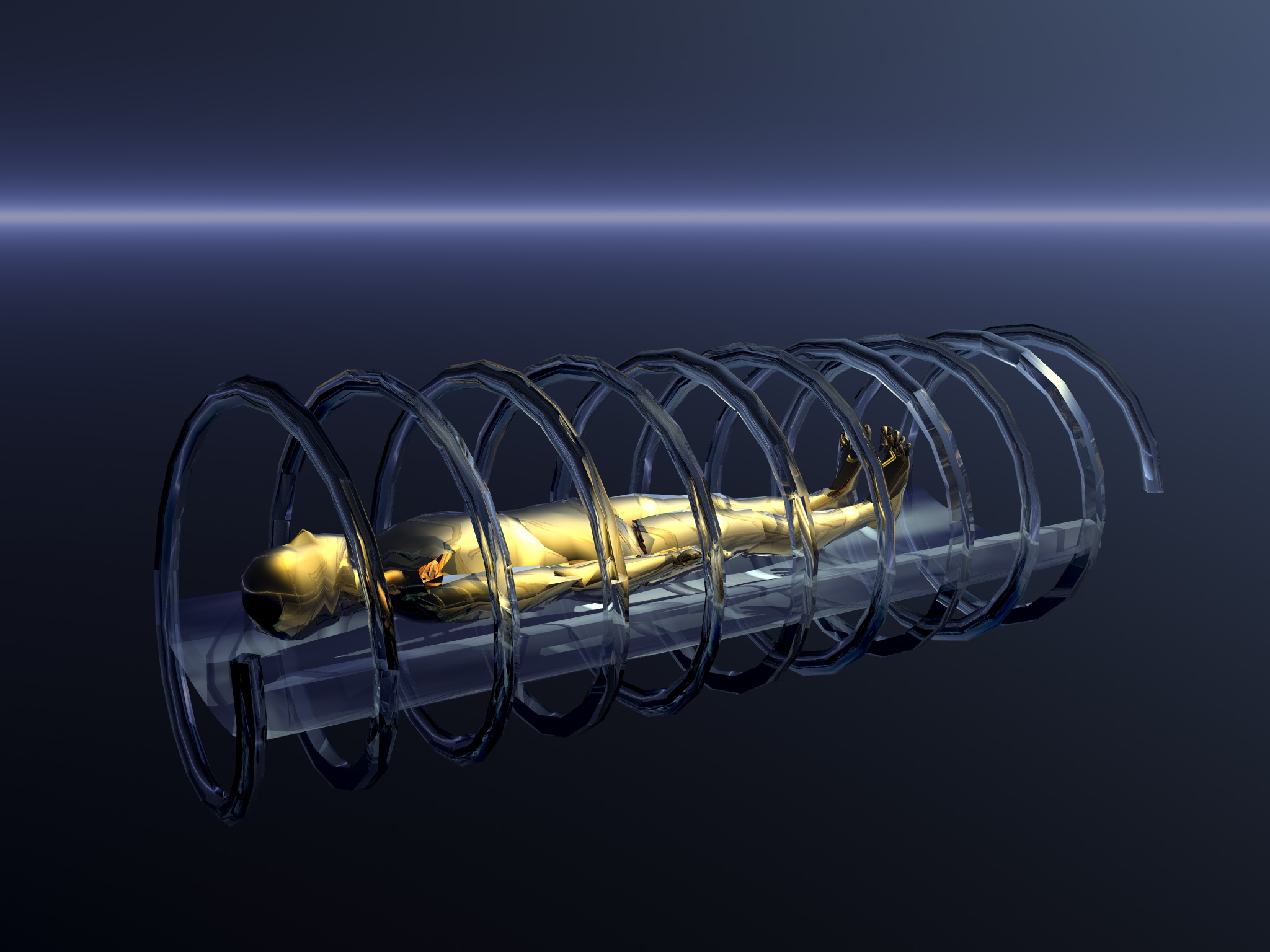
شماتیک چگونگی اخذ تصویر در نسل ششم سی‌تی اسکنهایی که در آن از پروتوکل پیچشی (helical) استفاده می‌شود

در مقطع‌نگاری رایانه‌ای نسل ششم به بعد، گام (به انگلیسی: pitch) نام یک پارامتر است که با حرکت پیچشی سیستم ایجاد می‌شود.
این کمیت یا پارامتر، متغیر و قابل تنظیم است. دو نوع گام داریم: گام آشکارساز و گام کلیماتور.

## تعریف

### گام آشکارساز
اگر سیستم دارای آرایه چند ردیفی (مثل سیستمهای نسل هفتم) باشد، آنگاه «گام آشکارساز» (PD) را اینطور تعریف می‌کنند:
که در اینجا:
- M مقدار حرکت انتقالی میز (به میلیمتر) به ازای یک دور دوران کامل سیستم بوده.
- WD عرض آشکارساز (به میلیمتر) در آیزوسنتر است.

### گام کلیماتور
بر طبق تعریف، برای یک سیستم با یک ردیف آرایه، گام کلیماتور (Pc) را اینطور تعریف می‌کنند:
که در اینجا:
- M مقدار حرکت انتقالی میز (به میلیمتر) به ازای یک دور دوران کامل سیستم بوده.
- Wc عرض یا پهنای کلیماتور (به میلیمتر) در مرکز پرتو (isocenter) است.

اگر سیستم دارای آرایه چند ردیفی (مثل سیستمهای نسل هفتم) باشد، آنگاه گام کلیماتور (Pc) را اینطور تعریف می‌کنند:
که در اینجا:
- N تعداد آرایه هاست.